# Trường Trung học Độc lập Pei Hwa
Trường Trung học Độc lập Pei Hwa (Tiếng Anh: Pei Hwa High School, gọi tắt là: PHHS; Chữ Hán giản thể: 培华独立中学; Tiếng Mã Lai: Sekolah Menengah Persendirian Pei Hwa) là 1 Trường Trung học Độc lập tiếng Hoa do cộng đồng người Hoa ở Malaysia tài trợ, nằm ở châu Sungai Mati, Ledang, Johor, được thành lập năm 1929, những người thành lập trường lúc bấy giờ bao gồm: Mr. Cai Jing San, Mr. Zheng Qing Mou, Mr. Li Hui Mu, Mr. Zhang Yu Cai, Mr. Liu Guang Wen, Mr. Cai Qi Zheng, Mr. Chen Shu, Mr. Li Guo Zhu......
"Pháp lệnh giáo dục năm 1961" (Tiếng Anh: The Education Act 1961, Chữ Hán giản thể: 1961年教育法令) nhằm xoá bỏ cung cấp tài chính cho các trường tiếng Hoa. Mục đích là xoá bỏ tiếng Hoa, sử dụng tiếng Anh làm phương tiện giảng dạy, chấp nhận thay đổi theo thể chế Trường Trung học bán công, như vậy mới có thể nhận được hỗ trợ tài chính từ chính phủ. Trường đã chọn trở thành Trường Trung học Độc lập, do vậy phải tự chủ về tài chính, trở thành 1 cơ sở giáo dục dân lập, không được công nhận trong hệ thống giáo dục của Malaysia. Do đó, bản chất là 1 Trường Trung học Độc lập, trường không nhận được bất cứ 1 sự hỗ trợ tài chính nào từ chính phủ Malaysia, ngoài học phí do học sinh đóng, các kinh phí hoạt động của trường còn cần sự đóng góp từ các cá nhân, tổ chức hảo tâm.
Trường chủ yếu dùng tiếng Hoa trong dạy học, nhưng tiếng Ang và Tiếng Mã Lai cũng được coi trọng. Thời gian học tập ở trường gồm 6 năm, 3 năm Trung học cơ sở vả 3 năm Trung học phổ thông. Dựa vào trình độ của học sinh, có thể tiến hành lưu ban. Thành tích học tập của học sinh nếu không đạt tiêu chuẩn sẽ không được lên lớp. Những học sinh cuối mỗi cấp sẽ phải thông qua một kỳ thi tiêu chuẩn hóa bởi Dong Zong và được gọi là Bằng Thi Thống nhất (Tiếng Anh: Unified Examination Certificate, Chữ Hán giản thể: 独立中学统一考试, gọi là UEC hoặc 统考).

## Tổng quan

### Lược sử

#### 1929 – 1946
Trường Pei Hwa được thành lập năm 1929 tại Tam Giác Phụ (Chữ Hán giản thể: 三角埠之裕源火较厂), do những người người nhiệt tình ở địa phương lập ra,sau đó được chuyển đến Hội Liên hiệp Quảng Đông (Tiếng Anh: Kwang Tung Association, Chữ Hán giản thể: 广东会馆). Năm 1936 do số phòng học không đủ trường phải thuê thêm địa điểm của Công đoàn nhựa mủ cây người Hoa (Tiếng Anh: Chinese Rubber Trade Association, Chữ Hán giản thể: 华人树胶公会) thành lập phân hiệu 2 của trường. Sau khi được công ty Thái Xương hiến tặng một miếng đất, Ban quản lý trường quyết định mua thêm khoảnh đất kế bên và đặt trụ sở của trường tại đây,tổng diện tích lúc này của trường là 4 mẫu Anh. Năm 1938, các phòng học mới được khánh thành,tính tới thời điểm này, tổng số học sinh của trường là hơn 140 học sinh.
Năm 1942 trong Thế chiến thứ 2, Malaysia bị Nhật Bản chiếm đóng, trường buộc phải đóng cửa, cơ sở vật chất của trường bị tàn phá nghiêm trọng. Năm 1946, dưới sự giúp đỡ nhiệt tình của Hội người Hoa, trường mở cửa trở lại.

#### 1947-1962
Cùng với sự phát triển của trường cùng nhu cầu của xã hội, từ năm 1947 trường bắt đầu đào tạo thêm những năm cuối tiểu học. Năm 1949, trường mở thêm các lớp cấp Trung học cơ sở, bắt đầu cho việc đào tạo giáo dục bậc trung học, quy mô của trường ngày càng được mở rộng. Sự thiếu hụt phòng học khiến cho việc mở rộng diện tích, xây dựng thêm cơ sở vật chất càng thêm bức thiết. Tính đến năm 1958, số lượng học sinh toàn trường vượt qua con số 1000, phòng học không đủ khiến các lớp Tiểu học phải luân phiên học ca sáng và ca chiều. Cùng năm đó, Trung học và Tiểu học chính thức phân tách. Năm sau Trường tiểu học bán công tiếng Hoa Pei Hwa (Chữ Hán giản thể: 培华国民型华文小学; Tiếng Mã Lai: Sekolah Rendah Jenis Kebangsaan Cina Pei Hwa, gọi tắt là: SJK(C) Pei Hwa) được chuyển đến địa chỉ bây giờ. Năm 1960, trường mở các lớp bậc Trung học Phổ thông và trở thành trường tiếng Hoa duy nhất ở khu vực Ma Bắc đào tạo bậc Trung học Phổ thong.
Sau khi Chính phủ thông qua "Pháp lệnh giáo dục năm 1961", năm 1962 trường buộc phải đổi thành mô hình bán công, trong giai đoạn này đã bùng phát các phong trào học sinh. Tuy nhiên, giáo dục bằng tiếng Hoa vẫn tiếp tục được duy trì. Do Trường Trung học Pei Hwa vẫn còn lưu giữ giấy phép thành lập trường lúc ban đầu, cho nên Ban giám hiệu trường quyết định tiếp tục dùng tiếng Hoa trong dạy và học, thay đổi mô hình không lâu trường quay lại với hình thức cũ, Trường Trung học Độc lập. Thời kì đầu, rất nhiều học sinh không được Trường Trung học bán công Pei Hwa (Chữ Hán giản thể: 培华国民型中学; Tiếng Mã Lai: Sekolah Menengah Jenis Kebangsan Pei Hwa, gọi tắt là: SMJK Pei Hwa) tiếp nhận do quá tuổi so với quy định.

#### Từ năm 1963 đến nay
Trong thời gian thay đổi thể chế, PHHS đối mặt với thách thức lớn nhất từ trước đến nay, bao gồm các vấn đề về kinh phí và chất lượng đầu vào của học sinh, ngoài ra trường còn không có cơ sở riêng, các hoạt động dạy và học đều phải tiến hành trong khu vực của SMJK Pei Hwa. Năm 1971, Hội Che Kuan Khor Moral Uplifting Society, Sungai Mati cùng với chủ tịch hội cựu học sinh trường Pei Hwa đương nhiệm Ngô Nãi Quang góp tặng một miếng đất, giúp trường thành lập cơ sở mới. Năm 1975, trường chính thức chuyển đến địa chỉ mới như ngày nay, nằm đối diện với SMJK Pei Hwa,lúc đó toàn bộ học sinh chỉ gồm 46 người.
Cùng với sự phát triển của trường,số học sinh ngày càng gia tăng, tính đến năm 1987 số học sinh. Để phù hợp với sự phát triển nhanh chóng của khoa học kĩ thuật, năm 1982 trường mở lớp máy tính, năm 1989 thành lập lớp nghề mộc chuyên chế tạo các dụng cụ trong gia đình, đây cũng là lớp nghề mộc đầu tiên ở cấp trung học trên toàn Malaysia. Từ năm 1996 đến năm 1999, 4 năm liên tiếp học sinh lớp nghề của trường đều giành giải nhất ở cuộc thi kĩ năng thanh niên toàn Malaysia ở hạng mục nghề mộc. Năm 1999, đoàn học sinh của trường đại diện cho Malaysia tham gia cuộc thi kỹ năng quốc tế được tổ chức ở Canada. Tuy nhiên năm 2001 do không đủ kinh phí lớp nghề mộc tạm thời ngừng lại. Năm 2001, trường mở lớp dạy các môn khoa học tự nhiên, năm 2004, trường thay đổi từ dạy học 5 ngày thành 6 ngày trong một tuần như ban đầu.
Năm 2008, trường cùng với trường Tsun Jin High School kết tình hữu nghị. Cùng năm đó tại cuộc thi "Trần Gia Canh cúp" lần thứ 15, trường vinh dự nhận giải có số học sinh trung học tiến bộ nhiều nhất. Năm 2012, trường cùng với Đại học kĩ thuật Trung Châu, Đài, Loan (Tiếng Anh: Chung Chou University of Science and Technology, Taiwan) ký hiệp ước kết tình hữu nghị. Cùng với tầm quan trọng của việc dạy học tiếng hoa ngày càng nâng cao, số học sinh của trường ngày càng gia tăng.

### Phong cảnh trong trường

Bản đồ trường

#### Các công trình kiến trúc
1. Toà nhà chính: Gồm 4 nhà, ngày 6 tháng 10 năm 2003, dưới sự chủ trì của ông Abdul Ghani Othman-châu trưởng châu Johor, toà nhà chủ dược khởi công xây dựng, ngày 13 tháng 8 năm 2004 toà nhà chính thức được đưa vào sử dụng.
2. Nhà 2 tầng hình chữ L: Năm 1980 xây dựng xong, chính, chính thức đưa vào sử dụng năm 1981, toà nhà gồm 7 phòng học, phòng vệ sinh, phòng tranh, phòng bán hàng, phòng khoa học tổng hợp.
3. Hội trường tổng hợp: Khởi công xây dựng năm 1987, hoàn thành năm 1989. Gồm 1 sân bong rổ, 2 sân cầu lông, một vài phòng học và thư viện điện tử.
4. Hội trường Wang Zha Mo: Nằm ở tầng 1 của toà nhà chính, được đưa vào sử dụng từ ngày 6/9/2008.
5. Thư viện điện tử Cai Ming Fu: Được đưa vào sử dụng từ 6/9/2008. Thư viện được xây dựng từ số tiền quyên góp của ông Dato Yu Bing Shun.
6. Ký túc xá học sinh và giáo viên: Ký túc xá của giáo viên gồm năm đơn vị nhà mỗi nhà gồm 3 phòng, ký túc xá Lin Jin Si dành cho học sinh là toà nhà 4 tầng, toàn bộ khu ký túc xá được xây dựng xong trong năm 1997, ngày 27/6/1998 lễ khánh thành được tổ chức đồng thời các toà nhà chính thức được đưa vào sử dụng.
7. Nhà bóng rổ Chen Mei Niang: Chính thức đưa vào sử dụng ngày 1/7/2011, lễ khánh thành có sự góp mặt của ông Hamim Samuri - đại biểu Quốc hội của quận Ledang.
8. Vườn thông Yacca: Sử dụng từ ngày 6/9/2008.
9. Phòng tái chế: Tiền thân là trung tâm sinh hoạt của học sinh, do học sinh và giáo viên tự xây dựng năm 1984.
10. Sân vận động và khán đài.
11. Sân bóng rổ ngoài trời.
12. Đình Chee Soon: Được xây dựng để kỉ niệm các vị hiệu trưởng tiền nhiệm.

| Cổng trường          | Đường thông    | Nhà 2 tầng hình chữ L và sân bóng rổ ngoài trời | Nhà bóng rổ Chen Mei Niang |
| Hội trường tổng hợp  | Toà nhà chính  | Hội trường Wang Zha Mo                          | Căng-tin                   |
| Ký túc xá Lin Jin Si | Đình Chee Soon | Khán đài sân vận động                           | Sân vận động               |

Thông tin chi tiết taị đây. Lưu trữ ngày 2 tháng 10 năm 2013 tại Wayback Machine

### Danh sách các hiệu trưởng
| STT | Thời gian đương nhiệm | Họ tên             |
| --- | --------------------- | ------------------ |
| 01  | 1962-1963             | Mr. Chen Yue Lin   |
| 02  | 1964-1966             | Mr. Chen Ji Ping   |
| 03  | 1967-1969             | Mr. Mo Ze Ying     |
| 04  | 1970-1974             | Mr. Xie You Zhai   |
| 05  | 1975-1985.08          | Mr. Ang Chee Soon  |
| 06  | 1985.09-1993.11       | Mr. Tey Tong Kem   |
| 07  | 1993.12-1995.11       | Mr. Lin Jia Zuo    |
| 08  | 1995.12-1999.11       | Mr. Ng Siong Kwee  |
| 09  | 1999.12-2003.11       | Mr. Wong Siong Sin |
| 10  | 2004.04-2008.03       | Mr. Ng Kim Kuee    |
| 11  | 2008.04-2012.05       | Ms. San Son Cheng  |
| 12  | 2012.06-Present       | Mr. Kek Tian Peng  |

## Văn hoá và truyền thống

### Khẩu hiệu của trường
礼 Lễ
Thái độ ngoan ngoãn;
义 Nghĩa
Hành vi đứng đắn;
廉 Liêm
Phân biệt phải trái;
耻 Sỉ
Giác Ngộ thực sự.

### Bài hát truyền thống
| Lời | Nhạc |
| --- | ---- |
| 培华培华 利丰港畔 先贤创维艰 敬业乐群 学而时习 培育好青年 加紧学习 充实生活 祖逖着先鞭 先鞭猛着 猛着先鞭 浩荡奔上前 培华培华 利丰港畔 先贤创维艰 敬业乐群 学而时习 培育好青年 加紧学习 充实生活 祖逖着先鞭 先鞭猛着 猛着先鞭 浩荡奔上前 |      |

### Lời thề của học sinh
Tôi học sinh của Trường Trung học Độc lập Pei Hwa, xin thành tâm thành ý tuân thủ những điều lệ dưới đây:
1. Tuân thủ pháp luật quốc gia;
2. Giữ nghiêm các quy định của nhà trường;
3. Hiếu thuận với ông bà, bố mẹ;
4. Nghe theo lời dạy của thầy, cô giáo;
5. Bảo vệ danh dự của trường;
6. Giữ gìn tài sản công cộng;
7. Nỗ lực, cố gắng học tập;
8. Tuân thủ Lễ nghĩa liêm sỉ;
9. Cố gắng rèn luyện bản thân;
10. Phát huy các truyền thống tốt đẹp.

### Các hoạt động của trường
1. Tham quan khuôn viên trường: Hoạt động này là dành cho các học sinh tiểu học cuối cấp nhằm mục đích tuyên truyền tuyển sinh. Ví dụ: Ngày 19/8/2008, hoạt động thu hút hơn nghìn người tham gia.
2. Thi tuyển sinh: Là 1 phương thức để trường chọn ra được những học sinh ưu tú, ngoài ra cũng giúp học sinh tiểu học cuối cấp tham khảo để chuẩn bị cho kì thi kiểm định của quốc gia. Nếu đạt được thành tích cao trong các kỳ thi này học sinh có thể nhận được học bổng theo quy định.
3. Hôi trại cho học sinh mới: Hoạt động này được tổ chức giúp cho những học sinh mới có thêm hiểu biết về môi trường học tập cũng như các truyền thống của trường.
4. Họp mặt đầu năm: Tiếp nối các phong tục của người Hoa, có ý nghĩa tích cực đối với việc phát huy các truyền thống tốt đẹp của người Hoa.
5. Hội thể thao toàn trường: Hoạt động này lần đầu tiên được tổ chức vào năm 2007.
6. Nghĩa mại hội: Là cách để sinh viên có thể trực tiếp đóng góp vào ngân sách của trường, học sinh bán các loại đồ ăn hoặc các loại đồ chơi tự làm. Ví dụ: Ngày 2/8/2010, do "Tinh Châu Nhật báo" kết hợp với trường đồng tổ chức lễ hội Tiger-Sin Chew Chinese Education Charity Concert (gọi tắt là: Tiger Sin Chew CECC) đã thu hút hơn 8000 tham gia, thu về 35 vạn riggit cho ngân sách của trường, đóng góp vào việc xây dựng nhà thi đấu bóng rổ.
7. Đêm hội Pei Hwa, kỉ niệm thành lập trường: Dùng các hình thức biểu diễn, là một trong những hoạt động để trường báo đáp xá hội. Ví như:

1. 29/8/1998 tại hội trường của trường đă tổ chức lễ kỉ niệm 70 năm ngày thành lập trường;
2. Ngày 7/11/2004, 3 trường Pei Hwa (SJK(C) Pei Hwa, SMJK Pei Hwa và PHHS) cùng tổ chức lễ kỉ niệm 75 năm thành lập trường;
3. Trung tuần tháng 8 năm 2005, Đội văn nghệ lưu động của trường đã đến Kuantan biểu diễn;
4. Đầu tháng 12/2007, trường cùng với trường tiểu học SJK(C) Chi Ming 1, Tangkak và trường tiểu học SJK(C) Seg Hwa, Segamat tổ chức đêm hội văn hoá Pei Hwa;
5. Năm 2009: Tổ chức lễ kỉ niệm 80 năm thành lập trường;
6. Ngày 1 và 2/11/2012, trường cùng với các trường Tiểu học SJK(C) Khay Hian, Ledang và SJK(C) Chian Kuo, Ledang đồng tổ chức ngày hội Pei Hwa;

Ngoài những hoạt động trên trường còn tổ chức hội trại khích lệ tinh thần học sinh tiểu học cuối cấp,ngày hội phụ huynh, ngày nhà giáo,các cuộc thi văn nghệ, thuyết trình bằng ba ngôn ngữ…...Ngoài ra các trong các kì nghỉ các đoàn thể cũng tổ chức các hội trại......

## Các tổ chức hành chính

### Các cơ quan quản lý
- Phòng hiệu trưởng（Principal's Office / 校长室）
- Phòng giáo vụ（Academic Dept. / 教务处）:

- Tổ giáo vụ（Academic Office / 教务组）
- Tổ quản lý thư viện（Library Dept. / 图书馆组）
- Tổ thông tin（Information Dept. / 资讯组）

- Phòng học vụ（Student Affairs Office / 学务处）:

- Phòng huấn đạo（Discipline Dept. / 训导处）
- Phòng phụ đạo（Counseling Dept. / 辅导处）
- Phòng hành chính（General Affairs Dept. / 事务处）

- Phòng hoạt động ngoại khoá（Co-curricular Activities Dept. / 联课活动处）:

- Tổ hoạt động ngoại khoá（Co-Curricular Dept. / 联课组）
- Tổ thể dục（Phy. Edu. Dept. / 体育组）

### Các đoàn thể học sinh
- Đoàn biểu diễn nghệ thuật（Type of Performing & Arts / 表演艺术团体）:

- Đoànđiễn tấu nhạc khí（Orchestra Band / 管乐团）
- Đoàn nhạc cụ dân tộc（Chinese Orchestra Society / 华乐团）
- Đoàn hợp ca（Choir / 合唱团）
- Hội khiêu vũ（Dancing Society / 舞蹈社）
- Hội mĩ thuật học（Arts Society / 美术学会）

- Đoàn phục vụ và kỉ luật（Type of Service & Uniform / 服务与制服团体）:

- Đội thi hành kỉ luật（School Prefect / 学长团）
- Đoàn hướng đạo （Scout / 童军团）
- Đội cứu thương Saint John（St. John Ambulance / 圣约翰救伤队）
- Đội thư viện（Library Club / 图书馆学会）
- Đội tình nguyện（Xi'yu Society / 曦雨社）
- Đội âm hưởng（Audio Technical Group / 音响组）
- Đội thi đua（Athletics Team / 竞赛组）

- Đội vận động（Type of Sport Varsity / 运动校队）:

- Đội bòng rổ（Basketball Varsity / 篮球校队）
- Đội bóng chuyền（Volleyball Varsity / 排球校队）
- Đội bóng bàn（Table tennis Varsity / 乒乓校队）
- Đội cầu lông（Badminton Varsity / 羽球校队）

### Ban quản lý nhà trường

#### Danh sách Chủ tịch ban quản lý
| STT | Thời gian đương nhiệm | Họ tên                           |
| --- | --------------------- | -------------------------------- |
| 01  | 1962-1982             | Mr. Cai Jing San                 |
| 02  | 1983-1988             | Dato Lai Jun Di                  |
| 03  | 1989-1990             | Mr. Tang Tze Kang, PIS           |
| 04  | 1990-2004             | Mr. Ng Poy Kuang @ Ng Seng Kiang |
| 05  | 2005-2010             | Mr. Wong Lee Chong               |
| 06  | 2010-2014             | Mr. Tan So Tiok                  |

### Hội cựu học sinh
Hội cựu học sinh được tổ chức nhằm liên kết giữa những học sinh đã tốt nghiệp, càng rộng hơn là liên kết những người đã từng học tập ở trường. Hiện nay, hội cựu học sinh của trường có quan hệ với các tổ chức sau:
- Persatuan Bekas Pelajar Sekolah Tinggi Pei Hwa Sg. Mati trong Tiếng Mã Lai （ Chữ Hán giản thể: 培华独中校友会）
- Persatuan Murid-Murid Tua Sekolah Pei Hwa (Sg. Mati) Johor Selatan trong Tiếng Mã Lai （ Chữ Hán giản thể: 培华（利丰港）柔南校友会）
- Persatuan Murid-Murid Tua Sekolah Pei Hwa Sg. Mati trong Tiếng Mã Lai （ Chữ Hán giản thể: 利丰港培华校友会）

Tham gia các tổ chức này đều là những người tình nguyện, các hoạt động của tổ chức đều là phi lợi nhuận.Mục đích và phạm vi hoạt động bao gồm:
* Duy trì sự phát triển của hội cũng như sự phát triển của trường cũ;
* Cung cấp trang mạng giúp những cựu học sinh ở cùng khu vực có thể liên hệ với nhau cũng như hướng nghiệp cho những cựu học sinh;
* Tổ chức các hoạt động giao lưu nhằm kết nối các cựu sinh viên cũng như kết nối cựu sinh viên và trường cũ;
* Giup đỡ trường trong các công việc chiêu sinh, tuyển sinh, hướng nghiệp cho học sinh và tuyên truyền quảng bá hình ảnh của trường;
* Kết nối các cựu học sinh và trường thông qua các hoạt động giao lưu, đồng thời khuyến khích cựu sinh viên tham gia vào quỹ phát triển giáo dục;
* Sưu tầm và xử lý các tư liệu về lịch sử của trường cũng như các thông tin về trường；
* Trao tặng học bổng cũng như cho các học sinh nghèo, cho vay tiền hỗ trợ học tập.